# Loi sur le mariage en Chine

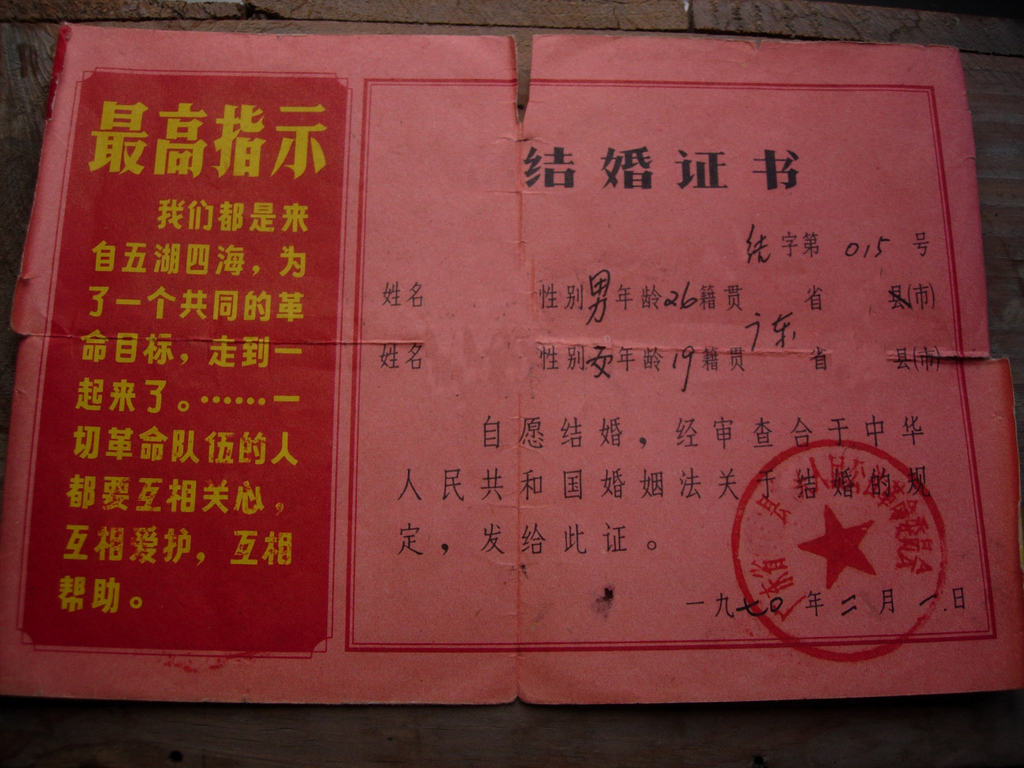
Certificat de Mariage 1970.

La loi sur le mariage en Chine a connu plusieurs versions successives. La version initiale, dite Nouvelle loi sur le mariage est adoptée le 1er mai 1950. Elle constitue une rupture forte avec les pratiques culturelles de type confucianistes et patriarcales, en promouvant, grâce à une forte propagande, la liberté de choix des époux. Comprise par de nombreuses femmes rurales comme une incitation à la liberté sexuelle, elle provoque de forts remous et violences au sein de la société chinoise. Elle est amendée à plusieurs reprises. En 1980 est notamment introduite une clause autorisant le divorce pour incompatibilité d'humeur. Une seconde version amendée est promulguée en 2003. Celle-ci interdit la cohabitation entre une personne mariée et une tierce personne.

## Amendement de 2011
Alors que traditionnellement la maison familiale est enregistrée au nom de l'époux, la loi initiale prévoyait que le logement familial appartenait aux deux membres du couple. En 2011, cette disposition est modifiée, et le propriétaire est, sauf contestation légale, celui dont le nom est inscrit sur le titre de propriété, indépendamment des apports financiers ayant pu être faits avant ou cours du mariage .